# همه‌زیان
همه‌زیان (انگلیسی: Holozoa) گروهی از اندامگان‌هایی هستند که دربرگیرندهٔ جانوران و نزدیکان میکروب و بستگانشان است، اما قارچ را شامل نمی‌شود.

## ریشه شناسی
از یونانی: ὅλος (هولو) = همه + ζῷον (زون) = جاندار